# ریچارد بنت (هنرپیشه)
ریچارد بنت (انگلیسی: Richard Bennett؛ ۲۱ مهٔ ۱۸۷۰ – ۲۲ اکتبر ۱۹۴۴) یک هنرپیشه اهل ایالات متحده آمریکا بود.
از فیلم‌ها یا برنامه‌های تلویزیونی که وی در آن نقش داشته است می‌توان به امبرسون‌های باشکوه اشاره کرد.